# Hemmingsmåla
Hemmingsmåla är ett litet samhälle som ligger i Jämshögs socken och Olofströms kommun i den västra delen av Blekinge.
Orten är en del av den av SCB definierade och namnsatta småorten Biskopsmåla och del av Hemmingsmåla.